# Удленд (град, Калифорния)
Удленд (на английски: Woodland) е град, окръжен център в окръг Йоло, щата Калифорния, Съединените американски щати.
Има население от 60 012 жители (по приблизителна оценка от 2017 г.) и обща площ от 26,7 km². Намира се на 21 m надморска височина. ЗИП кодовете му са 95695, 95776, а телефонният му код е 530.